# 965 до н. е.

## Події
- Закінчилось правління — Давида (цар Юдеї та Ізраїлю), батька Соломона. Почалось царювання легендарного правителя Юдеї та Ізраїлю, третьего царя єврейського, відомого як цар Соломон.